# 谢家集区
谢家集区是中國安徽省淮南市下辖的一个区，位于淮南市西部，东南与长丰县相邻，西北与寿县、凤台县接壤。区域总面积为273平方公里，总人口約23万。区人民政府駐平山街道。

## 行政区划
谢家集区下辖5个街道办事处、4个镇、1个乡、1个民族乡：
谢家集街道、蔡家岗街道、立新街道、谢三村街道、平山街道、望峰岗镇、李郢孜镇、唐山镇、杨公镇、孙庙乡和孤堆回族乡。

## 人口
根据谢家集区第七次全国人口普查结果，2020年11月1日零时，全区常住人口的基本情况公布如下：常住人口为221589人，与2010年第六次全国人口普查的320251人相比，减少98662人，减少30.81 %，年平均下降3.61%。